# 九州女学院短期大学
九州女学院短期大学（きゅうしゅうじょがくいんたんきだいがく、英語: Kyushu Jogakuin Junior College）は、熊本県熊本市黒髪3-12-16　に本部を置いていた日本の私立大学である。1975年に設置され、1999年に廃止された。

## 概要

### 大学全体
- 熊本県熊本市[注 1]に所在した日本の私立短期大学で、設置主体は学校法人九州女学院[1]。
- 2学科で入学総定員150名体制で1975年に開学。以後、学科数の増減なし。
- 1996年度の入学生を最後に[注釈 2]、1999年に短期大学としての使命を終える[2]。

### 教育および研究
- 九州女学院短期大学には英語と児童教育の各専門科目に加えて、キリスト教に関する科目が設けられていたところに特色がある。

### 学風および特色
- 九州女学院短期大学は、北米一致ルーテル教会婦人伝道部を母体となっている。そのことから、キリスト教の教えに基づいた教育が行われていた。

## 沿革
- 1926年 5年制の高等女学校として九州女学院が創設される[3]。院長はマーサ・B・エカード
- 1941年 財団法人が設立される。
- 1943年 清水高等女学校に変更[4]。
- 1946年 九州女学院高等女学校に変更。
- 1951年
  - 4月1日 母体を財団法人から学校法人となる[5]。
- 1975年
  - 1月10日 左記を以て文部省[注 2]より短期大学の設置が認可される[6]。
  - 4月1日 九州女学院短期大学が以下の学科体制にて開学する。
    - 英語学科
    - 児童教育学科

  - 5月1日 学生数[7]/定員[8]
    - 英語学科 女117/100
    - 児童教育学科 女83/50
- 1986年
  - 4月1日 英語学科の入学定員を100→200に臨時増員される[9]。
  - 5月1日 学生数[10]/定員　
    - 英語学科 女319/300
    - 児童教育学科 女208/100
- 1996年
  - 4月1日 学生募集が最終となる[注釈 2]。
  - 5月1日 学生数[13]/定員
    - 英語学科 425/400
    - 児童教育学科 124/50
- 1997年
  - 5月1日 学生数[14]/定員
    - 英語学科 209/200
    - 児童教育学科 61/50
- 1999年
  - 3月29日 左記を以て正式に廃止される[2]。

## 基礎データ

### 所在地
- 熊本県熊本市中央区黒髪3-12-16[注釈 1]

### 象徴
- 九州女学院短期大学のカレッジマークは盾をイメージしたものとなっていた[15]。

## 教育および研究

### 組織

#### 学科
- 英語学科 入学定員100名
- 児童教育学科 入学定員50名

#### 専攻科
- なし

#### 別科
- なし

#### 取得資格について[16]
- 英語学科には中学校教諭二種免許状（英語）が設けられていた。
- 児童教育学科には、小学校教諭二種免許状・幼稚園教諭二種免許状の課程が設けられていた。

### 研究
- 『モンテッソーリ教育』[17]
- 『九州女学院短期大学学術紀要』[18]ほか

## 大学関係者と組織

### 大学関係者一覧
歴代学長
- 三浦義和

## 対外関係

### 関係校
- ルーテル学院大学

### 系列校
- 九州学院中学校・高等学校